# Son de Sol
Le Son de Sol sono state un gruppo musicale spagnolo formato da tre sorelle originarie di Écija (Siviglia).
Il trio ha partecipato, in rappresentanza della Spagna, all'Eurovision Song Contest 2005 tenutosi a Kiev con la canzone Brujeria. La canzone si è classificata solo al 21º posto finale.

## Formazione
- Sole
- Esperanza
- Lola

## Discografia
- 1999 - De fiesta por sevillanas
- 2005 - Callejuela
- 2005 - Brujería
- 2008 - Directo a ti